# Trentepohlia montina
Trentepohlia montina är en tvåvingeart som beskrevs av Alexander 1930. Trentepohlia montina ingår i släktet Trentepohlia och familjen småharkrankar.
Artens utbredningsområde är Taiwan. Inga underarter finns listade i Catalogue of Life.